# Aldea de Herragudo

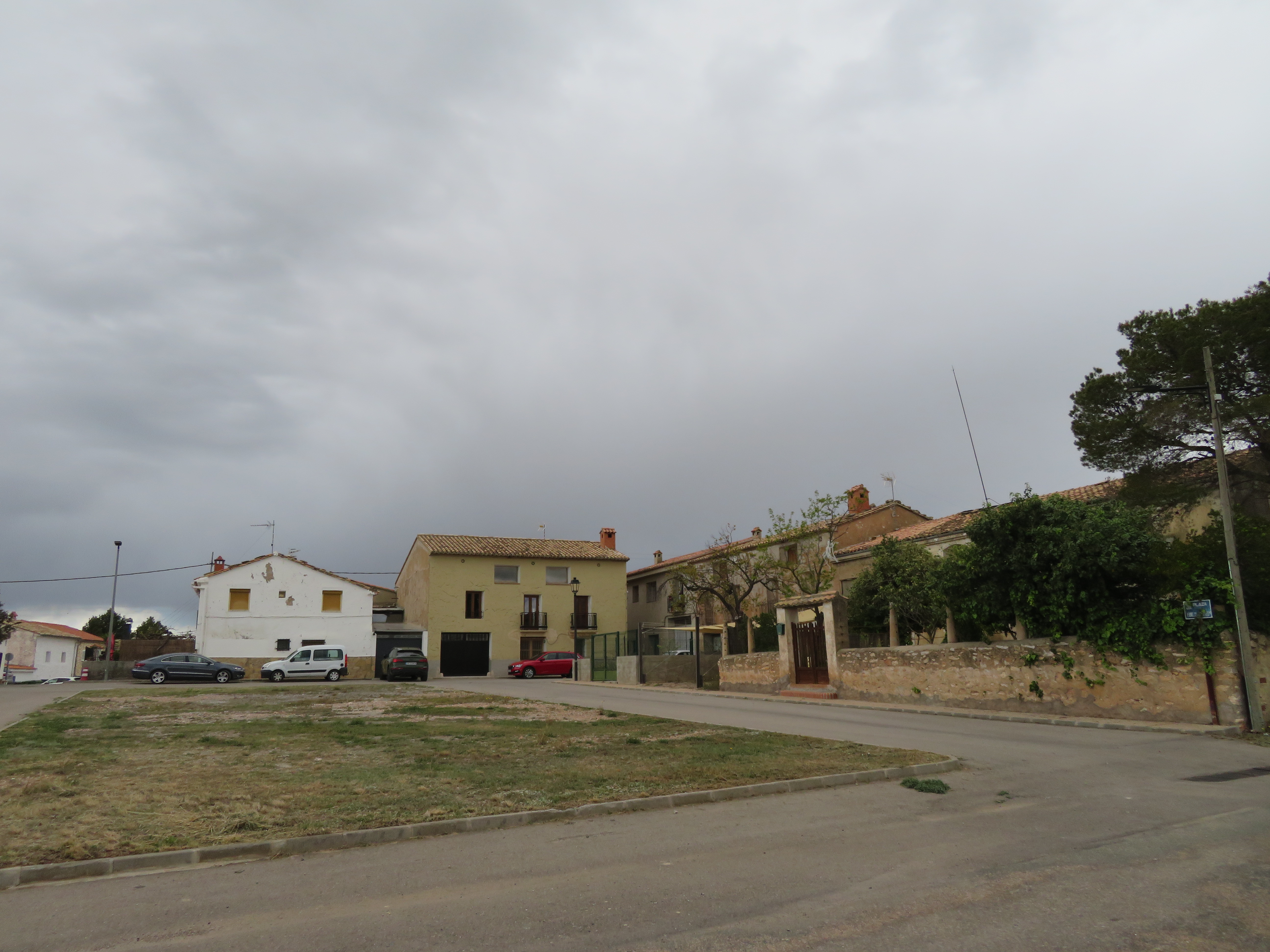
Masías de la aldea de Herragudo

Aldea de Herragudo, también conocida como Ragudo o Masías de Ragudo, es un núcleo de población del término municipal de Viver, villa de la Comunidad Valenciana, España. Perteneciente a la provincia de Castellón en la comarca del Alto Palancia. Situada al suroeste de la provincia de Castellón, en el valle que une la Comunidad Valenciana con Aragón.
Junto a Aldea de Herragudo hay otros núcleos de población de Viver como:

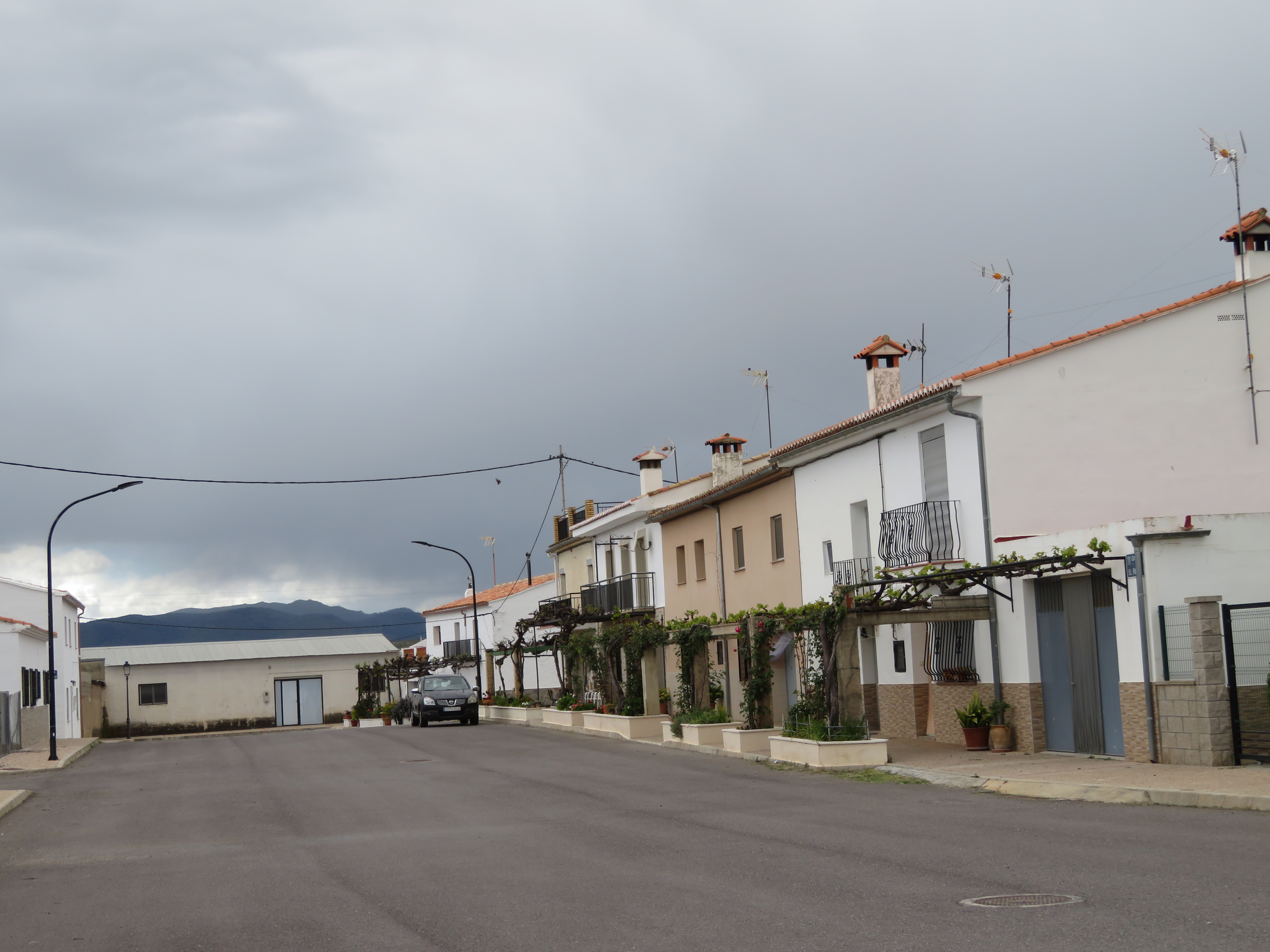
Masías de la aldea de Herragudo

- Masada del Sordo.
- Masías de Parrela.
- Masías de la aldea de HerragudoMasadas Blancas.

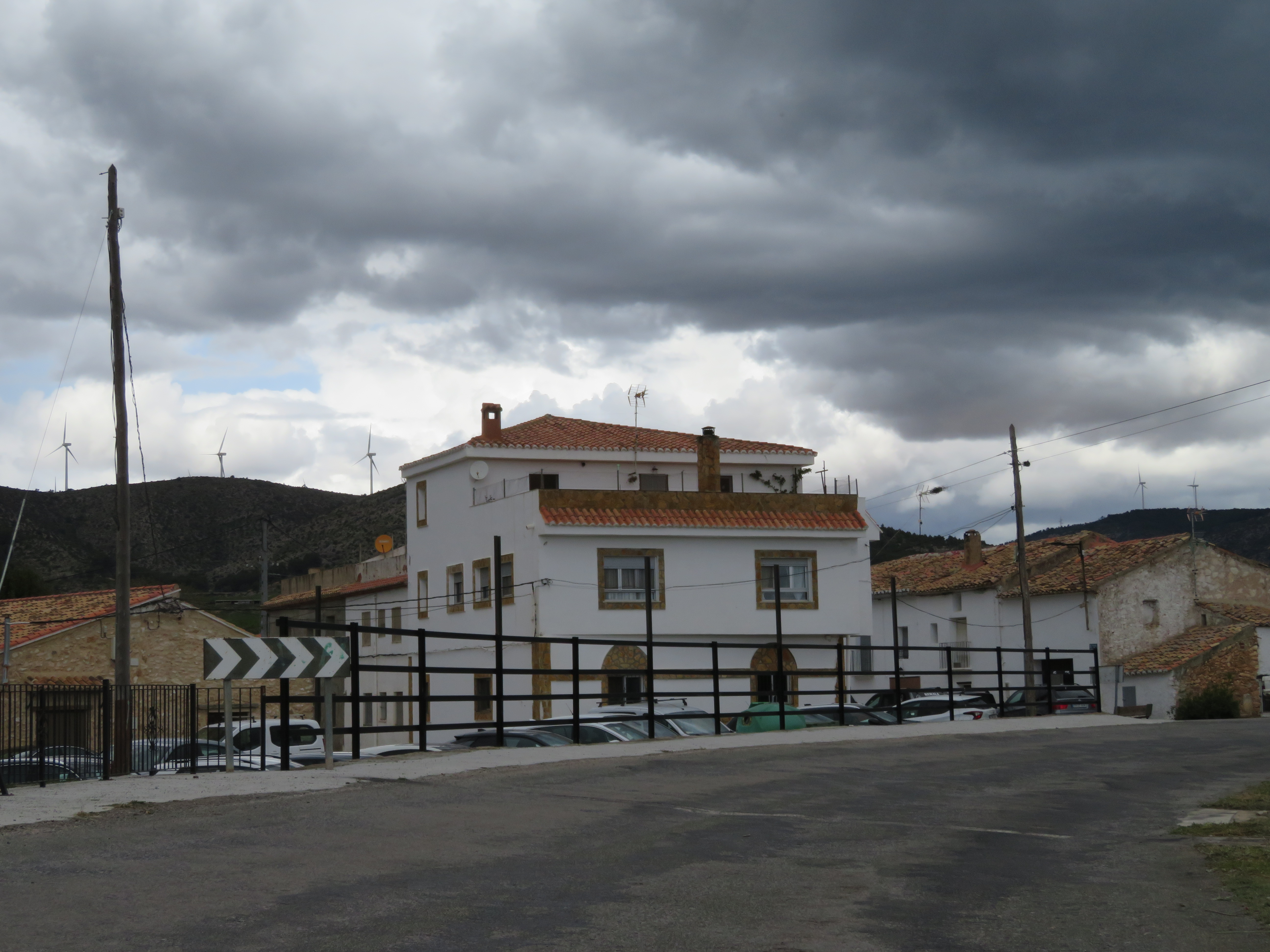
Masías de la aldea de Herragudo

- Masías del Cristo.

## Patrimonio
Cerca de la Aldea de Herragudo se encuentra:
Aeródromo de Viver
Cuestas de Ragudo. Puerto de montaña con una altitud de 1025 m.
Torre Herragudo. De origen romano, se encuentra en las cuestas de Herragudo, en la transición entre el valle del río y el altiplano de Barracas.
Torre íbera de Ragudo. Situada también en las cuestas de Herragudo, posee basamentos íberos aunque su construcción presenta elementos musulmanes. Es de planta rectangular y se conserva hasta una altura de unos 3 metros.
Bosque de Monleón. Por él discurre el sendero de gran recorrido GR7 que cruza la Península desde Andorra hasta Andalucía y pasa por la pedanía viverense de Ragudo. Es el típico bosque de pino mediterráneo.
Fuente de Herragudo. Situada en la pedanía o Aldea de Herragudo en la parte de Masadas Blancas junto la antigua estación de tren.
Ermita de la Virgen de Gracia (El Ragudo). Situada cerca de las balsas, pasando el barrio del Molino, dedicada a la Virgen de Gracia. El manto de la imagen anterior, destruida en los años 30, se conserva enmarcado en la Ermita. En la Ermita hay un cuadro dedicado al Niño Buen Pastor, donado por Jacinta Flor Flor. La campana de la Ermita fue donada por Matilde. Ambas donantes eran vecinas de la Aldea de Herragudo,  La festividad se celebra el 1 de octubre.
Se conservan restos de ambos bandos de la Guerra Civil.